# Banthelu
Banthelu é uma comuna francesa, situada no departamento de Val-d'Oise na região de Île-de-France.